# 82-й отдельный гвардейский мотострелковый батальон
82-й отдельный гвардейский мотострелковый Сегедский Краснознамённый батальон — тактическое формирование Сухопутных войск Российской Федерации. Дислоцируется в городе Бендеры непризнанной Приднестровской Молдавской Республики.

## История
В марте 1942 года в Армавире  был сформирован 889-й стрелковый полк в составе 197-й стрелковой дивизии Рабоче-крестьянской Красной армии.
В 1943 году полк переформирован в 183-й гвардейский стрелковый полк в составе 59-й гвардейской стрелковой дивизии.
183-й гвардейский стрелковый полк участвовал в Дебреценской и Будапештской операциях РККА.
В 1957 году переформирован в 183-й гвардейский мотострелковый полк в составе 59-й гвардейской мотострелковой дивизии.
Весь послевоенный период полк был расквартирован на территории  Молдавской ССР. На момент распада СССР полк дислоцировался в г. Рыбница, находясь в составе 59-й гвардейской мотострелковой дивизии 14-й гвардейской общевойсковой армии.
В 1991 году полк имел на вооружении: 20 Т-64, 140 БТР (129 БТР-70, 11 БТР-60), 8 БМП (6 БМП-2, 2 БРМ-1К), 12 САУ 2С1, 12 миномётов 2С12, 5 БМП-1КШ.
В мае 1997 года в ходе военной реформы 183-й гвардейский мотострелковый полк был переформирован в 82-й отдельный гвардейский мотострелковый батальон в составе Оперативной группы российских войск в Приднестровье.

## Награды
| «Гвардейский»                     | Присвоено по приказу Верховного Главнокомандующего за участие в форсировании реки Дон в 1943 году                                                                                       |
| Почётное наименование «Сегедский» | Присвоено 10 октября 1944 года за мужество и героизм, проявленные личным составом 183-го гвардейского стрелкового полка при освобождении города Сегед в ходе Дебреценской операции РККА |
| Орден Красного Знамени            | Присвоен за освобождение Будапешта в ходе Будапештской операции РККА |